# Atari Interactive
Atari Interactive, Inc. (раніше Infogrames Interactive, Inc. та Hasbro Interactive, Inc.) — компанія заснована у 1995 році виробником іграшок і розважальної продукції Hasbro з метою вийти на відеоігровий ринок, але у 2001 році продана Infogrames Entertainment SA (тепер Atari SA). Atari Interactive є поточним власником торгової марки Atari, ліцензію на яку вони передали своїй материнській компанії Atari SA.

## Історія

### Hasbro Interactive (1995—2000)
Компанію Hasbro Interactive заснували наприкінці 1995 року з метою виходу корпорації на ринок відеоігор. На той момент декілька франшиз Hasbro, зокрема Монополія і Скрабл, вже були перетворені на успішні відеоігри, зокрема розробником-ліцензіатом Virgin Interactive. Завдяки попередньому ігровому досвіду Hasbro, відеоігри здавалися природним розширенням діяльності компанії та хорошою можливістю для зростання прибутку. Метою Hasbro Interactive була розробка та видавництво відеоігор на основі ІВ Hasbro, тож у січні 1997 року компанія оголосила, що буде видавати ігри для PlayStation.
У 1997 році доходи компанії зросли на 145% з $35 до 86 млн. Hasbro Interactive розвивалися настільки швидко, що почалися розмови про досягнення $1 млрд доходу до 2002 року, тоді ж компанія почала займатися ліцензуванням деяких інших відеоігор, наприклад, Frogger від Konami. Вони також намагалися використовувати бренди настільних рольових ігор Hasbro, що належали Wizards of the Coast як важіль для збільшення доходів.
Hasbro Interactive розпочали як внутрішню, так і зовнішню розробку, а також придбали кількох невеликих розробників і видавців відеоігор. 23 лютого 1998 року JTS продали бренд Atari та ІВ Atari Corporation спеціально створеній для цього дочірній компанії Hasbro Interactive під назвою HIAC XI, Corp. Потім у травні 1998 року Hasbro Interactive перейменували HIAC XI, Corp. на Atari Interactive, Inc. і використовували торгову марку Atari для випуску ретро ремейків відомих ігор бренду. 21 числа того ж місяця Hasbro повідомили про випуск ремейку Centipede для ПК і PlayStation. Протягом 1999 і 2000 років під брендом Atari вийшли The Next Tetris, Missile Command, Pong: The Next Level, Q*bert, Glover, Nerf Arena Blast і Breakout.
У серпні 1998 року Hasbro Interactive здобули права на понад 300 ігор, здійснивши масштабне придбання компаній Avalon Hill за $6 млн та MicroProse за $70 млн. Завдяки цим придбанням доходи Hasbro Interactive зросли на 127% у 1998 році до $196 млн, а прибутки склали $23 млн. У липні 1999 року компанія придбала британське видавництво освітнього програмного забезпечення Europress.
У 1998 році Hasbro уклали угоду з Majesco Entertainment про видавництво і розповсюдження ігор за ліцензійною угодою для консолей Nintendo, зокрема для Game Boy Color. Majesco і Hasbro також працювали над адаптацією Q*bert для Sega Dreamcast. У квітні 1999 року компанія уклала ліцензійну угоду з Namco на розробку та випуск ігор на основі понад 11 франшиз Namco.
Hasbro Interactive стали третім за величиною видавцем відеоігор протягом трьох років після свого заснування. Тим не менш, у 1999 році компанія зазнала збитків на суму $74 млн при доходах в $237 млн, що становило зростання всього на 20% порівняно з минулим роком. В кінці 1999 року, маючи кілька ігрових проєктів на різних стадіях розробки та десятки нових співробітників, багато з яких переїхали спеціально для роботи в компанії, Hasbro Interactive закрили кілька студій в рамках заходів щодо скорочення витрат. Серед закритих студій були колишні офіси MicroProse, розташовані в Аламіді, Каліфорнія, та Чапел-Гіллі, Північна Кароліна. Пізніше співробітники, що були звільнені під час закриття студії Hasbro Interactive в Північній Кароліні відкриють власну компанію-розробника відеоігор Vicious Cycle Software. За 4 роки доходи Hasbro Interactive зросли на 577%.
До середини 2000 року бульбашка доткомів луснула, ціна акцій Hasbro впала на 70% лише за рік і Hasbro вперше за два десятиліття оголосили про чистий збиток.
Зіткнувшись з цими труднощами, 6 грудня 2000 року корпорація Hasbro оголосила про продаж Hasbro Interactive французькій компанії Infogrames. Собі корпорація залишила лише Avalon Hill, позбувшись всієї ІВ пов'язаної з відеоіграми, самого бренду Atari та підрозділу Hasbro Games.com, а також розробника MicroProse разом з їхньою ІВ. Ціна продажу Hasbro Interactive склала $100 млн, 95 з яких було представлено 4,5 млн акцій Infogrames та $5 млн готівкою. Згідно з умовами угоди, Infogrames також отримали ексклюзивні права на розробку та видачу ігор на основі ІВ Hasbro, що включала Dungeons & Dragons, Містера Картоплю, My Little Pony протягом 15 років з можливістю подовження на додаткові 5 років залежно від прибутків. Majesco завершили свої відносини з Hasbro після того, як Infogrames придбали Hasbro Interactive.

### Infogrames Interactive/Atari Interactive (2001—теперішній час)
Після купівлі компанії, Infogrames перейменували її в Infogrames Interactive, Inc., одночасно перейменувавши деякі свої дочірні компанії під цією ж назвою.
У травні 2003 року, коли Infogrames планували перейменувати всі свої дочірні компанії під брендом Atari, існуюча дочірня компанія Atari Interactive, Inc. була об'єднана з Infogrames Interactive, Inc. і отримала назву Atari Interactive, Inc., ставши повністю контрольованою дочірньою компанією Infogrames Entertainment, SA (IESA). Водночас дочірня компанія Infogrames, Inc. отримала ліцензію на назву та логотип «Atari» від Atari Interactive, змінивши свою назву на Atari, Inc. і надалі використовувала його для розробки, видання та розповсюдження ігор для всіх основних ігрових консолей та персональних комп'ютерів під брендом Atari.
9 червня 2005 року Hasbro викупили назад права на свою ІВ у Infogrames за $65 млн. У рамках угоди, Hasbro повернули права на свої бренди Трансформери, My Little Pony, Tonka, Magic: The Gathering, Чотири в ряд, Candy Land та Playskool, одночасно отримавши 10-річну ексклюзивну угоду на розробку відеоігор на основі Монополії, Скрабла, The Game of Life, Морського бою, Cluedo, Яндзи, Simon, Ризику і Boggle, а також розширену окрему угоду на франшизу Dungeons & Dragons. Цю десятирічну угоду, за винятком D&D, невдовзі було скорочено і закрито, оскільки 10 серпня 2007 року Hasbro оголосили, що підписали нову аналогічну угоду з Electronic Arts.
У 2013 році, через тяжку фінансову ситуацію Infogrames Entertainment і значні борги корпорації, Atari Interactive разом з Atari, Inc. і Humongous Inc. подали клопотання відповідно до глави 11 Кодексу США про банкрутство в Суд США у справах про банкрутство Південного округу Нью-Йорка. Усі три компанії успішно вийшли з банкрутства вже через рік, сконцентрувавшись на розробці онлайн-казино ігор під брендом Atari Casino.

## Видані відеоігри
| Рік  | Назва                                      | Платформи                                        | Розробник                      | Дж.    |
| ---- | ------------------------------------------ | ------------------------------------------------ | ------------------------------ | ------ |
| 1995 | Monopoly                                   | Microsoft Windows, MacOS                         | Westwood Studios               | [ 29 ] |
| 1996 | Risk: The Game of Global Domination        | Microsoft Windows, PlayStation                   | BlueSky Software, NMS Software | [ 30 ] |
| 1996 | Battleship: The Classic Naval Warfare Game | Microsoft Windows                                | NMS Software                   | [ 31 ] |
| 1996 | Civilization II                            | Microsoft Windows                                | MicroProse Software            | [ 32 ] |
| 1997 | Trivial Pursuit Millennium                 | Microsoft Windows                                | Adrenalin Entertainment        | [ 33 ] |
| 1997 | Star Wars: Monopoly                        | Microsoft Windows                                | Artech Digital Entertainment   | [ 34 ] |
| 1997 | Frogger                                    | Microsoft Windows, PlayStation                   | SCE Studio Cambridge           | [ 35 ] |
| 1997 | Beast Wars: Transformers                   | Microsoft Windows, PlayStation                   | SCE Studio Cambridge           | [ 36 ] |
| 1998 | Sorry!                                     | Microsoft Windows                                | Third-I Productions            | [ 37 ] |
| 1998 | M1 Tank Platoon II                         | Microsoft Windows                                | MicroProse Software            | [ 38 ] |
| 1998 | Axis & Allies                              | Microsoft Windows                                | Meyer/Glass Interactive        | [ 39 ] |
| 1998 | Clue                                       | Microsoft Windows                                | Engineering Animation          | [ 40 ] |
| 1998 | Centipede                                  | Microsoft Windows, MacOS, PlayStation, Dreamcast | Leaping Lizard Software        | [ 41 ] |
| 1999 | Star Trek: Birth of the Federation         | Microsoft Windows                                | MicroProse Software            | [ 42 ] |
| 1999 | Rubik's Games                              | Microsoft Windows                                | Androsoft                      | [ 43 ] |
| 1999 | Falcon 4.0                                 | Microsoft Windows                                | MicroProse Software            | [ 44 ] |
| 1999 | Clue Chronicles: Fatal Illusion            | Microsoft Windows                                | EAI Interactive                | [ 45 ] |
| 1999 | Worms Armageddon                           | Microsoft Windows                                | Team17, Infogrames Lyon House  | [ 46 ] |
| 1999 | Action Man: Operation Extreme              | PlayStation                                      | Interactive Studios Ltd.       | [ 47 ] |
| 1999 | MechWarrior 3                              | Microsoft Windows                                | Zipper Interactive             | [ 48 ] |
| 1999 | Civilization II: Test of Time              | Microsoft Windows                                | MicroProse Software            | [ 49 ] |
| 1999 | GP 500                                     | Microsoft Windows                                | Melbourne House                | [ 50 ] |
| 1999 | Monopoly                                   | Microsoft Windows, MacOS                         | Artech Studios                 | [ 51 ] |
| 1999 | Pong: The Next Level                       | Microsoft Windows                                | Supersonic Software            | [ 52 ] |
| 1999 | Kids Tetris                                | Microsoft Windows                                | Blue Planet Software           | [ 53 ] |
| 1999 | Q*bert                                     | PlayStation                                      | Artech Studios                 | [ 54 ] |
| 2000 | Spot's Busy Day                            | Microsoft Windows, MacOS                         | 3T Productions                 | [ 55 ] |
| 2000 | Grand Prix 3                               | Microsoft Windows                                | MicroProse Software            | [ 56 ] |
| 2000 | Nicktoons Racing                           | Microsoft Windows, PlayStation                   | Software Creations             | [ 57 ] |
| 2000 | Pac-Man: Adventures in Time                | Microsoft Windows                                | Creative Asylum                | [ 58 ] |
| 2000 | Frogger 2: Swampy's Revenge                | Microsoft Windows, PlayStation, Dreamcast        | Blitz Games Studios            | [ 59 ] |
| 2000 | Thomas & Friends: Trouble on the Tracks    | Microsoft Windows                                | Minds Eye Productions          | [ 60 ] |
| 2000 | B-17 Flying Fortress: The Mighty 8th       | Microsoft Windows                                | Wayward Design                 | [ 61 ] |
| 2000 | Daytona USA                                | Dreamcast                                        | Amusement Vision, Genki        | [ 62 ] |
| 2000 | Galaga: Destination Earth                  | Microsoft Windows, PlayStation                   | King of the Jungle             | [ 63 ] |
| 2000 | Gunship!                                   | Microsoft Windows                                | MicroProse Software            | [ 64 ] |
| 2000 | Majesty: The Fantasy Kingdom Sim           | Microsoft Windows                                | Cyberlore                      | [ 65 ] |
| 2001 | X-COM: Enforcer                            | Microsoft Windows                                | Hunt Valley Studio             | [ 66 ] |